# Syndrome L1
Le  syndrome L1 regroupe les manifestations liées à la mutation du gène L1CAM 

Il est caractérisé par l’association des traits suivants :
- Hydrocéphalie ;
- Retard mental ;
- Tonicité augmentée des muscles des jambes (spasticité) ;
- Pouce en adduction.

Les manifestations cliniques de la mutation du gène L1CAM comprennent :
- Hydrocéphalie liée à l'X ;
- Syndrome M.A.S.A (Mental retardation, Aphasie, Spasticité, Adduction des pouces) ;
- Paraplégie spastique familiale de type 1 ;
- Agénésie du corps calleux lié à l’X.

Le syndrome L1 était autrefois appelé C.R.A.S.H syndrome (Corps calleux agénésie, Retard mental, Adduction des pouces, Spasticité et Hydrocéphalie) Ce terme ne doit plus être utilisé.

## Étiologie
- Mutation du gène L1CAM situé au niveau du locus q28-du chromosome  X  codant la protéine L1 d’adhésion cellulaire des neurones. Les différents mutations affectant le gène L1CAM ont été regroupées en quatre catégories responsables de phénotype différent.

## Incidence et prévalence
- L’hydrocéphalie liée à l'X est l’hydrocéphalie d’origine génétique la plus fréquente avec une prévalence de 1⁄30000 ;
- Les autres manifestations sont extrêmement rares.

## Description

### Garçon
Hydrocéphalie 

- Parfois apparue in utero, donc diagnosticable par échographie. Cette hydrocéphalie est parfois responsable du décès in utero ou peu de temps après la naissance ;

Retard mental

- Il n’y a pas de corrélation entre l’importance de l’hydrocéphalie et le retard mental. Dans le syndrome M.A.S.A, le retard mental est de léger à moyen.

Spasticité

- Au début de la vie, il existe une hypotonie des membres inférieures qui évolue en hypertonie à la fin de la première année de vie. Cette hypertonie s’accompagne d’atrophie musculaire responsable de la démarche trainante des enfants.

Adduction des pouces 

- Position permanente des pouces dirigés vers l’intérieur.

### Fille
Les filles porteuses de la mutation ne présentent généralement qu’une adduction des pouces.

## Diagnostic

### Clinique
Le diagnostic de syndrome L1 ne se pose que chez un garçon.

#### Hydrocéphalie liée à l'X
- Hydrocéphalie importante
- Adduction des pouces pour plus de 50 % des patients
- Retard mental sévère
- Spasticité mis en évidence par études des réflexes

#### Syndrome M.A.S.A
- Retard mental léger à moyen
- Acquisition tardive de la parole
- Hypotonie musculaire puis hypertonie
- Dilatation du troisième ventricule
- Adduction des pouces

#### Paraplégie spastique familiale de type 1
- Retard mental léger à moyen
- Spasticité des membres inférieurs
- Pas d’anomalie du cerveau en I.R.M

#### Agénésie du corps calleux liée à l’X
- Dysgénésie du corps calleux
- Retard mental léger à moyen
- Spasticité des membres inférieurs

### Génétique
La recherche des mutations est possible par séquençage ou par balayage de mutation.

## Diagnostic différentiel
Chacun des signes de la maladie doit être discuté :
- Hydrocéphalie
- Retard mental ;
- Tonicité augmentée des muscles des jambes (spasticité) ;
- Pouce en adduction ; se rencontre dans beaucoup de pathologies.

## Mode transmission
Transmission récessive liée à l’X.

## Sources
- (fr) Site en français de renseignement sur les maladies rares et les médicaments orphelins
- (en) Online Mendelian Inheritance in Man, OMIM (TM). Johns Hopkins University, Baltimore, MD. MIM Number:303350
- (en) Online Mendelian Inheritance in Man, OMIM (TM). Johns Hopkins University, Baltimore, MD. MIM Number:307000
- (en) GeneTests: Medical Genetics Information Resource (database online). Copyright, University of Washington, Seattle. 1993-2005